# 垂穗薹
，为莎草科薹草屬下的一个种，为台灣的特有植物。

## 扩展阅读
- 維基物種上的相關：垂穗薹